# Dünnern
Dünnern – rzeka w północnej Szwajcarii, lewobrzeżny dopływ Aare. Długość 37,4 km. Cały bieg w granicach kantonu Solura, na terenie dystryktów Thal, Gäu i Olten.
Źródła na wysokości ok. 1010 m n.p.m. w górach Jura, w gminie Welschenrohr. Znajdują się na południowych zboczach lokalnego grzbietu górskiego koło osady Malsenberg. Źródłowy potok spływa w kierunku południowym z dużym spadkiem aż do wysokości ok. 706 m n.p.m. Rzeka spływa następnie dość głęboką doliną na północny wschód, aż do Balsthal, gdzie przyjmuje z lewej połączone wody potoków Mümliswiler Bach z doliny Gulden i Augstbach z rejonu Oberer Hauenstein. Tu skręca gwałtownie na południowy wschód i głębokim wąwozem (fr. cluse) przecina prostopadle jedno z pasm Jury między masywami Roggenflue (po lewej) i Läberen (po prawej). Przepływa przez Oensingen, gdzie przyjmuje z prawej Bippenkanal, odwadniający rejon Niederbipp, i ponownie skręca w kierunku północno-wschodnim. Tak płynie aż do Olten, gdzie na wysokości 389 m n.p.m. uchodzi do Aare.
Na całym odcinku poniżej osiedla Eisenhammer (w Aedermannsdorf) rzeka jest uregulowana lub skanalizowana.
Reżim wodny niwalno-pluwialny, większy odpływ zimą i wiosną, niższy odpływ jesienią.
Na stacji pomiarowej w Olten (Hammermühle, 400 m n.p.m., powierzchnia zlewni 234 km²) średni przepływ wynosi 4,28 m³/s. Maksymalne przepływy z lat 1978-2017 mieszczą się w granicach od ok. 20 do 115 m³/s. Dla maksymalnej wody stuletniej oszacowano przepływ na 129 m³/s.
Od źródeł aż po przełomowy odcinek Klus, między Welschenrohr a Balsthal, rzeka płynie w granicach Regionalnego Parku Przyrodniczego Thal (niem. Regionaler Naturpark Thal).